# Панар, Шарль-Франсуа
Шарль-Франсуа Пана́р (фр. Charles-François Panard; 2 ноября 1689 года, Courville-sur-Eure — 13 июня 1765 года, Париж) — французский шансонье и драматург, поэт-лирик, предшественник Дезожье и Беранже.

## Биография

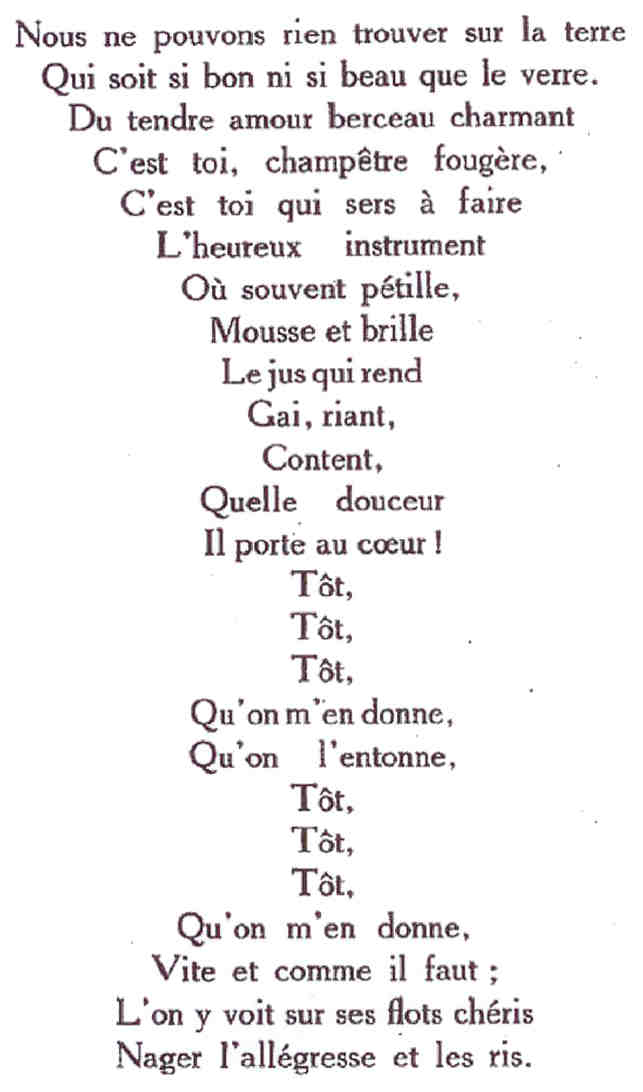
Поэма П. в форме рюмки

Автор до 800 песен и эпиграмм, 5 комедий, 17 водевилей и комических опер (многие — в сотрудничестве с другими авторами). Завсегдатай парижских гогетт.
Многочисленные его песни, водевили и комические оперы пользовались известностью: Мармонтель называл Панара Лафонтеном водевиля, а некоторые — даже богом водевилей.
Панар был ревностным посетителем общества «погребка», организованного им с друзьями, для них он писал застольные песни. Вёл весёлый и беззаботный образ жизни, пользуясь поддержкой друзей.
Шарль-Франсуа Панар умер 13 июня 1765 года в городе Париже.

## Издания
Его стихотворения («Théatre et oeuvres diverses») изданы в 1763 г.; «Избранное» — в 1803 г. (Oevres choisies).